# Chrysis amasina
Chrysis amasina es una especie de avispa del género Chrysis, familia Chrysididae, descrita por el entomólogo húngaro Alexander Mocsáry en 1889. Se encuentra en Grecia, Albania y Turquía.